# Bataille de Hiep Hoa
Guerre du Viêt Nam
Batailles
La bataille de Hiệp Hòa était une bataille mineure de la guerre du Viêt Nam survenue dans la nuit du 22 novembre 1963. Environ 500 combattants du Việt Cộng ont envahi le camp des forces spéciales de Hiệp Hòa, faisant quatre disparus. Les unités de commandos sud-vietnamiens et les forces spéciales américaines ont résisté fortement à l'aide de mitrailleuses, mais ont été submergés par l'arrivée d'une unité de mortier de l'Armée populaire du Vietnam. Ce fut le premier camp du Civilian Irregular Defense Group program à être envahi pendant la guerre. Isaac Camacho, l'un des quatre américains disparus, est devenu plus tard le premier américain à s'échapper d'un camp de prisonnier de guerre du Việt Cộng.